# A Nightmare on Elm Street 3: Dream Warriors
A Nightmare on Elm Street 3: Dream Warriors (Pesadilla en Elm Street 3: Los guerreros del sueño en España, Pesadilla 3 en Argentina y Pesadilla en la calle del infierno 3: Los guerreros de los sueños en México) es una película estadounidense de terror de 1987 dirigida por Chuck Russell. Es la tercera entrega de la saga iniciada con A Nightmare on Elm Street. Cronológicamente está ambientada varios años después de los acontecimientos de la primera entrega e ignora los de la segunda.

## Argumento
Seis años después de los sangrientos sucesos de A Nightmare on Elm Street, Kristen Parker (Patricia Arquette) es una joven que tiene una pesadilla recurrente en la que aparece en la casa de Freddy Krueger. En una de sus pesadillas termina, inconscientemente, en el baño de su propia casa, donde intenta cortarse las venas. Fue Freddy quien la atacó, pero su madre al descubrirla cree que el "intento de suicidio" corría por cuenta propia de la adolescente, por lo que la hace ingresar en un centro psiquiátrico. Allí conocerá a un grupo de jóvenes que sufren las pesadillas de Krueger (Phillip Anderson, Jennifer Cauldfield, Taryn White, Will Stanton, Roland Kincaid y Joey Crusel). Nadie les cree hasta la llegada de Nancy Thompson, quien ahora se desempeña como experta en terapia del sueño. Reconoce una psicosis general y decide hacer terapias de grupo con la muy limitada ayuda de un doctor. Los encargados del centro adoptan posturas muy escépticas.
Tras una pesadilla en la que Freddy, convertido en serpiente, trata de devorar a Kristen, Nancy descubre en ella una habilidad especial: es capaz de introducir a gente en su sueño, siempre y cuando la persona esté dormida. Freddy, mientras, ataca a Phillip convirtiéndolo en una marioneta humana, usando los tendones de sus brazos y pies como cuerdas. Joey se da cuenta de lo que ocurre y avisa a Will, pero ya es tarde: antes de que sus compañeros lo rescaten, Freddy corta los tendones de Phillip causando que este caiga al vacío. Después, Freddy ataca a Jennifer: mientras esta ve una entrevista televisiva a Zsa Zsa Gabor, la señal se pierde repentinamente y cuando Jennifer trata de arreglar el aparato, dos brazos metálicos aparecen a los lados, apresándola y elevándola del suelo. La cabeza de Freddy surge de la televisión y aplasta la cabeza de la chica contra la pantalla, introduciéndola y electrocutándola.
A raíz de estas muertes, Nancy revela a los chicos su vivencia con Krueger y propone unir fuerzas entre los supervivientes para luchar contra él en el terreno onírico (de ahí el nombre de la película: Guerreros del sueño). Ocurre que los adolescentes de la historia son capaces de despertar poderes en sus sueños, y con ellos tratarán de dar fin al demonio de sus pesadillas. Así, Kristen es una gimnasta, Kincaid desarrolla una gran fuerza, Taryn es una chica maleante y Will es un mago. El único que no conoce sus poderes es Joey, quien cae en una trampa preparada por Freddy: Freddy se hace pasar por una enfermera que, simulando sentirse atraída por Joey, lo convence de que vayan a un cuarto a solas para tener sexo, pero cuando ella y Joey empiezan a besarse, al intentar separase del beso, las lenguas de ambos están unidas haciendo una mucho más larga de lo normal. Entonces la enfermera corta varias veces la lengua con los dientes y usa los pedazos así cortados para atar a Joey a la cama, y entonces la enfermera se transforma en Freddy, quien crea un profundo agujero en cuyo fondo arden llamas bajo la cama, por el cual el colchón cae y se quema, dejando a Joey atado y suspendido sobre el pozo. Por esta razón, el joven queda en coma y ello provoca la expulsión de Nancy y el Dr. Gordon del hospital por parte del director.
Paralelamente, por medio de las visiones del doctor Gordon, conocemos el origen de Freddy Krueger: lo dio a luz una monja, Amanda Krueger, atrapada y violada por más de cien maníacos en un centro penitenciario. Nancy recurre a su padre para que la ayude a vencer a Freddy, pero este no acepta. Mientras tanto, Kristen es sedada por la Dra. Simms, y Taryn llama al Dr. Gordon, advirtiéndole del peligro que corre la muchacha. Nancy decide volver al hospital y rescatar a Kristen, realizando secretamente una última reunión de terapia. Estando ya en los sueños, Nancy rescata a Kristen y trata de mantener unido al grupo, pero resulta imposible y cada uno queda disperso. Taryn cae en un callejón oscuro, donde se encuentra con Freddy. Utilizando sus dos navajas, trata de confrontarlo, pero Freddy apela a los fantasmas internos de la chica (su adicción a las drogas en el pasado) y le inyecta ocho jeringuillas (cuatro en cada mano, en lugar de sus cuchillas) con drogas letales. Taryn muere en el acto por sobredosis de la sustancia. Después va en busca de Will, quien, recurriendo a sus poderes de mago, destruye una espantosa silla de ruedas y trata de ahuyentar a Freddy, pero éste lo sujeta del cuello y lo apuñala con sus cuchillas.
Nancy, Kristen y Kincaid logran rescatar a Joey, pero Freddy los sorprende y, tratando de matarlos, desaparece y nadie se explica por qué. La respuesta era que en ese instante, el Sr. Thompson y el Dr. Gordon habían descubierto los huesos de Freddy, abandonados en un viejo cementerio de autos. Tratando de enterrar esos huesos carbonizados, el esqueleto de Krueger cobra vida y los ataca a ambos. El Sr. Thompson cae muerto al enfrentarse a él y el Dr. Gordon queda inconsciente. Al llegar a una sala de espejos, Freddy ataca de nuevo a los chicos salvo a Joey, quien no pudiendo contener su desesperación, lanza un pavoroso grito que provoca la ruptura de estos. Nancy y los otros dos chicos le agradecen el haberlos salvado. Aparentemente el asesino se ha ido y todo parece haber terminado bien. Nancy ve a su padre, quien le dice que ha muerto y que ha venido a despedirse de ella antes de ir al cielo. Ella lo abraza y se da cuenta de que cuatro cuchillas están incrustadas en su abdomen. Se trataba de Freddy, quien la engañó con un holograma para matarla. Kristen queda atrapada en la habitación donde están y Freddy está a punto de atacarla, cuando comienza a desintegrarse, a causa de que el Dr. Gordon le echaba agua bendita a su cadáver, lo que provocaba que su alma se dañara. Finalmente Freddy desaparece, aparentemente vencido al fin. Nancy, gravemente herida, muere en brazos de Kristen quien desea colocar a Nancy en un "Sueño Celestial".
En el funeral de Nancy, Neil ve a la monja misteriosa, pero en un momento ella se desvanece. Él se queda de pie junto a una lápida. Sobre la piedra hay un nombre, Amanda Krueger; solo por debajo de ese hay otro nombre, la Hermana María Elena. Se da cuenta de que la monja era el espíritu de la madre de Freddy. Más tarde, esa noche Neil, dormido en su cama, tiene la misma casa que Kristen hizo al principio de la película (ahora limpia y nueva), pero en eso se ve que en una de las ventanas de la casa hay una luz que de repente se enciende, lo que aparentemente implica que Freddy sigue vivo, y que esto no es el final.

## Reparto
| Actor              | Personaje                            |
| ------------------ | ------------------------------------ |
| Heather Langenkamp | Nancy Thompson                       |
| Craig Wasson       | Dr. Neil Gordon                      |
| Robert Englund     | Freddy Krueger                       |
| Patricia Arquette  | Kristen Parker                       |
| Ken Sagoes         | Roland Kincaid                       |
| Rodney Eastman     | Joey Crusel                          |
| John Saxon         | Donald Thompson                      |
| Jennifer Rubin     | Taryn White                          |
| Ira Heiden         | Will Stanton                         |
| Laurence Fishburne | Max Daniels                          |
| Priscilla Pointer  | Dra. Elizabeth Simms                 |
| Penelope Sudrow    | Jennifer Caulfield                   |
| Bradley Gregg      | Phillip Anderson                     |
| Zsa Zsa Gabor      | Ella misma                           |
| Brooke Bundy       | Elaine Parker                        |
| Nan Martin         | Amanda Krueger / Hermana Mary Helena |
| Clayton Landey     | Lorenzo                              |
| Dick Cavett        | Él mismo                             |
| Stacy Alden        | Enfermera Marcy                      |

## La Saga deA Nightmare on Elm Street
- A Nightmare on Elm Street (1984). Dirigida por Wes Craven
- A Nightmare on Elm Street Part 2: Freddy's Revenge (1985). Dirigida por Jack Sholder
- A Nightmare on Elm Street 4: The Dream Master (1988). Dirigida por Renny Harlin
- A Nightmare on Elm Street 5: The Dream Child (1989). Dirigida por Stephen Hopkins
- Pesadilla final: la muerte de Freddy (1991). Dirigida por Rachel Talalay.
- Wes Craven's New Nightmare (1994). Dirigida por Wes Craven
- Freddy contra Jason (2003). Dirigida por Ronni Yu
- A Nightmare on Elm Street (2010). Dirigida por Samuel Bayer

## Recepción

### Taquilla
La Película fue presentada en los Estados Unidos por New Line Cinema en febrero de 1987, en 1,343 cines abiertos, gozó de $8.9 millones de dólares y en su debut fue el No.1 durante su inicio en el primer fin de Semana. Eventualmente, consiguió mundialmente $44,793,222 en los cines del año 1987. Es una de las 24 películas más taquilleras del año 1987. Es la tercera película con más ganancias en taquilla de la saga original de A Nightmare on Elm Street, detrás de las películas Freddy vs. Jason y A Nightmare on Elm Street 4: The Dream Master.

### Crítica
Dream Warriors tiene el rating de aprobación de 74% en la página Rotten Tomatoes basado en 34 profesionales comentarios; Tiene el rating de promedio de 6/10.